# Prawet
Prawet (in thailandese: ประเวศ) è uno dei 50 distretti (khet) della città di Bangkok, in Thailandia.